# 新たなる香辛料を求めて
『新たなる香辛料を求めて』(あらたなるこうしんりょうをもとめて) は、森山直太朗初のフル・アルバム。2004年5月26日発売。
発売元はユニバーサルミュージック。

## 概要
それまでは「コアアルバム」として、6曲程度のアルバムを出してきた森山の初めてのフルアルバム。フジテレビ月9ドラマ『愛し君へ』主題歌「生きとし生ける物へ」挿入歌「愛し君へ」映画『半落ち』主題歌「声」などタイアップ曲を多数収録。ドラマ人気も相まり、初めてアルバムでオリコン1位を獲得。本作より「今が人生」シングルカット。

## 収録曲
1. 太陽〜邂逅編〜
4枚目シングル「太陽/声」アルバムヴァージョン。
新たにミックスを施し (和太鼓の音、「よ〜っ」という掛け声が無い) その上からヴォーカルを新録。
その理由について、ツアーを通し本楽曲のイメージが固まり、一言で言うと前よりも硬派になったと森山は言っている。
2. 紫陽花と雨の狂想曲
3. 愛し君へ
 フジテレビ月9ドラマ『愛し君へ』挿入歌。元々オールナイトニッポン担当時にリスナーの投稿を受け制作された楽曲。当時のものは現在と若干歌詞が異なり本ヴァージョンで「偽り」の歌詞部が「幻」に変わっている。 
「クイズ!ヘキサゴンII」出演者によるコンサートでつるの剛士がカバー。『つるのうた』に収録。
4. 旅立ちの朝 〜アルバム・ミックス〜
5枚目シングル「生きとし生ける物へ」カップリング。シングル収録とミックスが異なる。
5. 青春のメモワール
ボクサー (実在モデルの真偽は不明) の半生を歌ったドラマティックな物語。
6. 例えば友よ
7. 声
4枚目シングル「太陽/声」収録。映画『半落ち』主題歌。第一生命のCMでも採用。
8. 生きとし生ける物へ 〜アルバム・エディット〜
フジテレビ月9ドラマ『愛し君へ』主題歌。5枚目シングル表題曲アルバム・ヴァージョン。
シングルヴァージョンはイントロが男性コーラスによるサビの合唱が本ヴァージョンでは突然Aメロから始まる。
9. 革命前夜、ブラックジャックに興じる勇者たち
本作中、唯一楽曲ではなく、オルゴールをBGMにしたポエトリーリーディング。
10. 今が人生
「今が人生〜飛翔編〜」として同年8月4日にシングルカット。
11. なんにもないへや
アルバムのラストを飾る楽曲。他の収録曲と音の聞こえ方が異なるのは部屋の空気感を表現するためマイクを6本使用してレコーディングしたため。

## 収録内容
| 全作詞: 森山直太朗・御徒町凧、全作曲: 森山直太朗、全編曲: 中村タイチ。 |                                                 |                       |            |      |
| #                                                                      | タイトル                                        | 作詞                  | 作曲・編曲 | 時間 |
| 1.                                                                     | 「太陽〜邂逅編〜」                              | 森山直太朗・ 御徒町凧 | 森山直太朗 | 6:18 |
| 2.                                                                     | 「紫陽花と雨の狂想曲」                          | 森山直太朗・ 御徒町凧 | 森山直太朗 | 4:33 |
| 3.                                                                     | 「愛し君へ」                                    | 森山直太朗・ 御徒町凧 | 森山直太朗 | 4:45 |
| 4.                                                                     | 「旅立ちの朝 〜アルバム・ミックス〜」           | 森山直太朗・ 御徒町凧 | 森山直太朗 | 5:51 |
| 5.                                                                     | 「青春のメモワール」                            | 森山直太朗・ 御徒町凧 | 森山直太朗 | 6:39 |
| 6.                                                                     | 「例えば友よ」                                  | 森山直太朗・ 御徒町凧 | 森山直太朗 | 6:37 |
| 7.                                                                     | 「声」                                          | 森山直太朗・ 御徒町凧 | 森山直太朗 | 5:51 |
| 8.                                                                     | 「生きとし生ける物へ 〜アルバム・エディット〜」 | 森山直太朗・ 御徒町凧 | 森山直太朗 | 6:11 |
| 9.                                                                     | 「革命前夜、ブラックジャックに興じる勇者たち」  | 森山直太朗・ 御徒町凧 | 森山直太朗 | 2:53 |
| 10.                                                                    | 「今が人生」                                    | 森山直太朗・ 御徒町凧 | 森山直太朗 | 5:53 |
| 11.                                                                    | 「なんにもないへや」                            | 森山直太朗・ 御徒町凧 | 森山直太朗 | 5:22 |
| 合計時間:                                                              | 合計時間:                                       | 60:53                 |            |      |